# Рогатово
Рога́тово — село Пищулинского сельсовета Елецкого района Липецкой области.

## Название
Название происходит от слова рог — ответвление оврага, отрожек.

## История
Возникло не позднее конца XVI в. В документах 1620 г. упоминается «село Дмитриевское, что была деревня Рогатая».
В списке населенных мест 1866 года село Рогатово Елецкого уезда значится как «село казенное», в котором было 115 дворов и проживал 921 постоянный житель. В источниках, датируемых 1880 годом, на месте села указываются уже два населенных пункта: большое село Рогатое-Ильинское и деревня Камардина. Второе название главного села — Ильинское — происходит, судя по всему, от построенной здесь к 1880 году большой каменной церкви Ильи Пророка. Кроме того, в это же время рядом была построена ещё одна малая каменная церковь Троицы Живоначальной. В настоящий момент оба храма заброшены и медленно разрушаются. Деревня Камардина со временем полностью исчезла. Помимо двух храмов в 1880 году в селе Рогатое-Ильинское действовала также начальная школа.
По переписи населения 1926 года село Рогатово являлось административным центром Рогатовского сельского совета. В селе располагалось 312 дворов, а его население составляло 1534 постоянных жителя. К 1932 году в селе проживало уже 1883 человека.
В 1941 году в период боев за город Елец село Рогатово стало местом ожесточенных сражений между войсками советской 13-й армии и 2-й полевой армии вермахта. Согласно «Журналу боевых действий Юго-Западного фронта за декабрь 1941 года», опубликованному на сайте Министерства обороны РФ «Память народа», гитлеровские войска приблизились к селу Рогатово уже 3 декабря. В боях за село принимали участие полки 307-й стрелковой дивизии подполковника Г. С. Лазько и 150-я танковая бригада Б. С. Бахарова. С немецкой стороны действовали боевые группы 134-й пехотной дивизии генерал-лейтенанта Конрада фон Кохенхаузена. С 3 по 7 декабря 1941 года село несколько раз переходило из рук в руки. 6 декабря 1941 года, когда боевые группы полковника Кунце (445-й пехотный полк) и полковника Рейна (439-й пехотный полк) в очередной раз заняли Рогатово, начальник штаба 307-й стрелковой дивизии полковник А. И. Семенов остановил отступающие 1019-й и 1023-й полки и личным примером увлек их в контратаку. В ходе сражения полковник А. И. Семенов получил три пулевых ранения, но, истекая кровью, не покинул поля боя, пока село вновь не было отбито у неприятеля. За свой подвиг А. И. Семенов был награждён орденом «Красной Звезды».
Во второй половине XX века из-за оттока населения на постоянное место жительства в город Елец село Рогатово постепенно пришло в упадок.
На 1 января 1997 года здесь насчитывалось 30 дворов и 56 жителей.
На 1 января 2001 года в Рогатово было 25 дворов и 50 жителей (Липецкая энциклопедия, т. 3, стр. 160.).

## Население
По данным всероссийской переписи за 2010 год население деревни составляет 29 человек.